# Football Club Differdange 03
Il Football Club Differdange 03 (FC Déifferdeng 03 in lussemburghese) è una società calcistica lussemburghese con sede nella città di Differdange. Oggi milita in Division Nationale, la massima divisione del calcio lussemburghese.

## Storia
Il Differdange 03 venne fondato nel 2003 dalla fusione di due società con sede a Differdange: Red Boys Differdange e Differdange entrambi militanti nella Division of Honour (secondo livello del campionato lussemburghese). La nuova società ottenne nella stagione 2005-06 la promozione nel primo livello del campionato nazionale quando quest'ultimo è stato ampliato da 12 a 14 squadre partecipanti.
La FA Red Boys Differdange, fondata nel 1907, fu una delle squadre più importanti del Lussemburgo per numero di successi. Ottennero infatti 14 Coupe de Luxembourg, record nazionale.
I Red Boys non hanno mai superato, nel corso della loro storia, il primo turno di una competizione europea. Hanno vinto la loro prima partita europea nell'edizione del 1979-1980 della Champions League sconfiggendo in casa per 2-1 l'Omonia Nicosia venendo però travolti 6-1 in trasferta. Degno di nota fu anche il pareggio per 0-0 ottenuto dai Red Boys contro l'Ajax (ma furono poi sconfitti per 14-0 in trasferta) nell'edizione della Coppa UEFA 1984-1985.

### I primi successi in Europa
Nel luglio 2011 approdano al terzo turno preliminare di Europa League eliminando gli estoni del Levadia Tallinn; in questo turno preliminare vengono sconfitti dall'Olympiakos Volos per il doppio risultato di 3-0, ma la squadra lussemburghese passa il turno grazie al ripescaggio. Infatti, a causa dello scandalo che ha colpito il calcio greco nell'estate 2011, l'Olympiakos Volos è costretto a lasciare la UEFA Europa League 2011-2012.
Il Differdange 03 affrontò il nuovo PSG versione Leonardo. Perse entrambe le partite 2-0, anche se le occasioni gol da parte del Differdange c'erano; da ricordare i tiri potenti e ben mirati del capitano Gilles Bettmer, che hanno messo in difficoltà la porta di Sirigu in alcuni momenti.
La stagione 2011-12 comincia piuttosto male per il Differdange: la squadra non riesce ad imporsi come vorrebbe e si ritrova quinta in campionato. A fine campionato qualcosa migliora, ritorna terza, ma è solo un'illusione.

Finisce il campionato BGL Ligue in quarta posizione, con accesso alle qualificazioni per l'Europa League.
A giugno 2012, con l'arrivo del nuovo ed esperto allenatore francese (ex CS Sedan e F91 Dudelange) Michel Le Floachman, il Differdange si prepara per affrontare il primo girone di qualificazione per l'Europa League contro il NSÍ Runavík, club con il quale l'FCD03 vince per 3-0 e 0-3. 
L'FC Differdange 03 viene sconfitto al 2º turno di qualificazione per l'Europa League dal club belga Gent il 19 luglio 2012 per 1-0. L'FCD03 perde per 3-2 in Belgio e viene eliminato dalla competizione europea.
Il club l'anno dopo partecipa all'UEFA Europa League 2013-2014 partendo dal primo turno preliminare, dove elimina il KF Laçi (1-0 in trasferta per i lussemburghesi, i quali poi si ripetono in casa con il risultato di 2-1). Quindi affronta l'Utrecht, anch'esso eliminato, questa volta in modo sorprendente (2-1 in casa all'andata e poi 3-3 nei Paesi Bassi). Nel terzo turno affronta i norvegesi del Tromsø IL, dal quale viene eliminato ai rigori.
Nella Division Nationale 2013-2014 il Differdange arriva terzo e si qualifica per il primo turno preliminare dell'UEFA Europa League 2014-2015, incontrando l'Atlantas.
All'andata il 3 luglio 2014 in Lussemburgo il Differdange vince 1-0, grazie a un goal di Er Rafik.
Al ritorno in Lituania  i lussemburghesi perdono 3-1 e vengono eliminati: i lussemburghesi hanno giocato in dieci per 71 minuti stavano per qualificarsi nel finale con il gol di Jean-Philippe Caillet, ma il colpo di testa di Maksimov (Atlantas) permette ai lituani di qualificarsi al secondo turno preliminare.
Nella UEFA Europa League 2015-2016 il Differdange, partendo dal primo turno preliminare, affronta i gallesi del Bala Town.
La prima sfida viene vinta dal Differdange per 3-1 in casa (reti di Er Rafik, Caron, Sinani per i lussemburghesi), mentre la partita giocata in Galles finisce 2-1 per i gallesi, con il gol di Er Rafik arrivato al 95'.
Al secondo turno preliminare il Differdange affronta un avversario con molte presenze in campo internazionale, il Trabzonspor. L'andata in Turchia finisce 1-0 per i turchi, mentre nella partita di ritorno i turchi vincono per 2-1 (gol di Er Rafik per il Differdange). La squadra lussemburghese conclude così la sua avventura europea al secondo turno preliminare.
Il Differdange riesce a qualificarsi al primo turno preliminare dell'UEFA Europa League 2016-2017, dove trova i nordirlandesi del Cliftonville FC.
Il risultato dell'andata è 1-1, mentre i lussemburghesi perdono 2-0 in Irlanda del Nord ed escono, quindi, al primo turno preliminare. Il club del Granducato si qualifica anche l’anno seguente, ma anche qui viene eliminato al primo turno, questa volta dagli azeri dello Zira, con un complessivo finale di 4-1.

## Giocatori
Durante il periodo di militanza al Differdange Eugène Afrika giocò in Nazionale.

## Rosa
Aggiornata all'11 giugno 2022.
| N. |                          | Ruolo | Calciatore             |
| -- | ------------------------ | ----- | ---------------------- |
| 1  | Lussemburgo (bandiera)   | P     | Andrea Amodio          |
| 2  | Lussemburgo (bandiera)   | C     | Gianni Monteiro Lima   |
| 3  | Francia (bandiera)       | D     | Maxime De Taddeo       |
| 4  | Lussemburgo (bandiera)   | C     | Kevin D'Anzico         |
| 5  | Francia (bandiera)       | D     | Théo Brusco            |
| 6  | Paesi Bassi (bandiera)   | C     | Wouter Marinus         |
| 7  | Argentina (bandiera)     | D     | Juan Bedouret          |
| 10 | Lussemburgo (bandiera)   | C     | Gonçalo Almeida        |
| 11 | Lussemburgo (bandiera)   | C     | Daniel da Mota         |
| 13 | Portogallo (bandiera)    | A     | Bertino Cabral Barbosa |
| 14 | Francia (bandiera)       | A     | Ashley Moke Njedi      |
| 15 | Guinea-Bissau (bandiera) | C     | Marcelino              |
| 17 | Lussemburgo (bandiera)   | C     | William Ferreira       |

| N. |                        | Ruolo | Calciatore            |
| -- | ---------------------- | ----- | --------------------- |
| 21 | Francia (bandiera)     | C     | Dylan Lempereur       |
| 22 | Germania (bandiera)    | A     | Andreas Buch          |
| 23 | Francia (bandiera)     | C     | Kilian Gulluni        |
| 25 | Francia (bandiera)     | A     | Geoffrey Franzoni     |
| 27 | Lussemburgo (bandiera) | C     | Luca Alverdi          |
| 29 | Francia (bandiera)     | P     | Guillaume Cappa       |
| 71 | Lussemburgo (bandiera) | C     | Joel Lopes            |
| 77 | Lussemburgo (bandiera) | D     | Gianluca Bei          |
| 80 | Camerun (bandiera)     | C     | Moïse Sakava          |
|    | Lussemburgo (bandiera) | P     | Kevin Straus          |
|    | Turchia (bandiera)     | D     | Fatih Eren            |
|    | Francia (bandiera)     | A     | Diogo Fernandes Lopes |
|    | Lussemburgo (bandiera) | C     | Tyrone Tavares        |

## Rose delle stagioni precedenti
- 2011-2012

## Palmarès

### Competizioni nazionali
- Campionato lussemburghese: 2

2023-2024, 2024-2025
- Coppa del Lussemburgo: 6

2009-2010, 2010-2011, 2013-2014, 2014-2015, 2022-2023, 2024-2025
- Éirepromotioun: 1

2005-2006

### Altri piazzamenti
- Campionato lussemburghese:

Secondo posto: 2008-2009, 2014-2015, 2016-2017, 2021-2022
Terzo posto: 2006-2007, 2013-2014, 2015-2016
- Coppa del Lussemburgo:

Finalista: 2012-2013
Semifinalista: 2011-2012

## Competizioni europee
- Europa League

Primo turno (5): 2012-2013, 2013-2014, 2014-2015, 2015-2016, 2016-2017
Secondo turno (6): 2009-2010, 2010-2011, 2011-2012, 2012-2013, 2013-2014, 2015-2016
Terzo turno (2): 2011-2012, 2013-2014
Play-off (1): 2011-2012
- Coppa Intertoto

Primo turno (1): 2007

## Statistiche in competizioni UEFA
|                      | P  | V  | N | P  | GF | GS  | GD  |
| -------------------- | -- | -- | - | -- | -- | --- | --- |
| Red Boys Differdange | 20 | 1  | 1 | 18 | 8  | 103 | -95 |
| FC Differdange 03    | 30 | 10 | 4 | 16 | 30 | 47  | -17 |

| Competizioni             | N° partite | V  | N | P  | GF | GS  |
| ------------------------ | ---------- | -- | - | -- | -- | --- |
| UEFA Champions League    | 2          | 1  | 0 | 1  | 3  | 7   |
| Coppa delle Coppe        | 6          | 0  | 0 | 6  | 2  | 28  |
| Coppa UEFA/Europa League | 40         | 10 | 4 | 26 | 33 | 110 |
| Coppa Intertoto          | 2          | 0  | 0 | 2  | 0  | 5   |

## Differdange nelle competizioni europee
In grassetto le gare casalinghe.
| Stagione  | Competizione    | Turno         | Nazione                     | Avversario            | Andata | Ritorno                            | Totale |
| --------- | --------------- | ------------- | --------------------------- | --------------------- | ------ | ---------------------------------- | ------ |
| 2007      | Coppa Intertoto | 1º turno      | Slovacchia (bandiera)       | Slovan Bratislava     | 0-2    | 3-0                                | 0-5    |
| 2009-2010 | Europa League   | 2°preliminare | Croazia (bandiera)          | HNK Rijeka            | 1-0    | 3-0                                | 1-3    |
| 2010-2011 | Europa League   | 2°preliminare | Serbia (bandiera)           | Spartak Zlatibor Voda | 3-3    | 2-0                                | 3-5    |
| 2011-2012 | Europa League   | 2°preliminare | Estonia (bandiera)          | Levadia Tallinn       | 0-0    | 0-1                                | 1-0    |
| 2011-2012 | Europa League   | 3°preliminare | Grecia (bandiera)           | Olympiakos Volos      | 0-3    | 3-0                                | 0-6    |
| 2011-2012 | Europa League   | play-off      | Francia (bandiera)          | Paris Saint-Germain   | 0-4    | 2-0                                | 0-6    |
| 2012-2013 | Europa League   | 1°preliminare | Fær Øer (bandiera)          | NSÍ Runavík           | 3-0    | 0-3                                | 6-0    |
| 2012-2013 | Europa League   | 2°preliminare | Belgio (bandiera)           | Gent                  | 0-1    | 3-2                                | 2-4    |
| 2013-2014 | Europa League   | 1°preliminare | Albania (bandiera)          | KF Laçi               | 0-1    | 2-1                                | 3-1    |
| 2013-2014 | Europa League   | 2°preliminare | Paesi Bassi (bandiera)      | Utrecht               | 2-1    | 3-3                                | 5-4    |
| 2013-2014 | Europa League   | 3°preliminare | Norvegia (bandiera)         | Tromsø IL             | 1-0    | 1-0 (3-4) (dopo i calci di rigore) | 1-1    |
| 2014-2015 | Europa League   | 1°preliminare | Lituania (bandiera)         | FK Atlantas           | 1-0    | 3-1                                | 2-3    |
| 2015-2016 | Europa League   | 1°preliminare | Galles (bandiera)           | Bala Town             | 3-1    | 2-1                                | 4-3    |
| 2015-2016 | Europa League   | 2°preliminare | Turchia (bandiera)          | Trabzonspor           | 1-0    | 1-2                                | 1-3    |
| 2016-2017 | Europa League   | 1°preliminare | Irlanda del Nord (bandiera) | Cliftonville FC       | 1-1    | 2-0                                | 1-3    |